# Aleksei Sorokin
Aleksei Sorokin (russisch Алексей Сорокин; * 5. Märzjul. / 17. März 1888greg. in Tallinn; † 1. April 1933 ebenda) war ein estländischer Anwalt und Politiker. Er war einer der führenden Vertreter der russischen Minderheit im Estland der Zwischenkriegszeit.

## Leben
Aleksei Sorokin wurde in eine russischsprachige Familie in der estnischen Hauptstadt Tallinn geboren. Er besuchte dort das Gymnasium des Kaisers Nikolai I. (heute Gustav-Adolf-Gymnasium).
1912 schloss er sein Studium der Rechtswissenschaft an der Universität Sankt Petersburg ab. Von 1912 bis 1914 arbeitete er am Bezirksgericht von Tallinn. Ab 1914 war er als Anwalt und Strafverteidiger sowie als Rechtsberater bei Behörden in Tallinn tätig.
Mit Ausrufung der Unabhängigkeit der Republik Estland 1918 ging er in die Politik. Ende 1918 gründete er mit Gleichgesinnten den „Provisorischen russischen Rat Estlands“ (Eesti Ajutine Vene Nõukogu) als Vertretung der in Estland lebenden Russen. In der Provisorischen Regierung von Ministerpräsident Konstantin Päts vertrat er als Minister vom 28. Februar 1919 bis 9. Mai 1919 die russische Minderheit. Parteipolitisch gehörte er der Versammlung der russischen Staatsbürger (Vene Kodanikkude Kogu, Собрание русских граждан) an.
Bei der Wahl zur Verfassungsgebenden Versammlung (Asutav Kogu) der Republik Estland, die im April 1919 stattfand, wurde Sorokin als einziger Angehöriger der russischen Minderheit in die Konstituante gewählt. Er nahm dort an der Ausarbeitung der estnischen Verfassung teil. Allerdings gehörte Sorokin – gemeinsam mit den drei Abgeordneten der Deutsch-Balten – nicht zu den Unterzeichnern der estnischen Unabhängigkeitserklärung vom 19. Mai 1919; er enthielt sich der Stimme.
Bei der Parlamentswahl, die Ende November 1920 stattfand, gelang Sorokin als einzigem Russen der Einzug ins Parlament (Riigikogu). Er kandidierte für den 1920 gegründeten, mitte-rechts gerichteten Russischen Nationalverband in Estland (Vene Rahvuslik Liit Eestis, Русский национальный союз в Эстонии). 1923 schied Sorokin aus der Legislative aus und war erneut als Rechtsanwalt tätig. Er blieb neben Nikolai Kurtšinski und Pjotr Baranin führendes Mitglied der russischen Minderheit im Estland der Zwischenkriegszeit. Allerdings erreichte auch er es nicht, die durch große soziale Unterschiede fragmentierte Minderheit in einer Partei oder Vereinigung zu versammeln, wie dies etwa bei den Deutsch-Balten der Fall war.
1931 wurde Sorokin Vize-Vorsitzender des Russischen Nationalverbands in Estland. 1933, kurz vor seinem frühen Tod, wurde er zum Vorsitzenden gewählt. Bei der Parlamentswahl 1932 wurde Sorokin mit einem Parteibündnis verschiedener russischer Gruppierungen erneut als Abgeordneter der russischen Minderheit ins Parlament gewählt. Er übernahm auch den Fraktionsvorsitz. Damals errang der Zusammenschluss verschiedener russischer Gruppierungen acht Mandate.
Aleksei Sorokin starb im April 1933 nach einem langen Herzleiden in Tallinn.